# Skeptical Inquirer
Le Skeptical Inquirer the magazine for science and reason (« L'Enquêteur sceptique, le magazine pour la science et la raison ») est un magazine bimestriel américain fondé et publié par le Committee for Skeptical Inquiry (CSI) depuis 1976. Le siège social du magazine est situé à Amherst (New York).
Selon le CSI, la mission du magazine est « d'encourager des enquêtes scientifiques d'affirmations faites par diverses pseudo-sciences ou autres branches du paranormal et de diffuser les résultats auprès de la communauté scientifique et du public ». Le Skeptical Inquirer est distribué internationalement.

## Contenu
Le magazine est composé d'articles, d'éditoriaux et de revues de livres critiquant différents sujets liés au paranormal et aux pseudo-sciences tels la perception extrasensorielle, l'homéopathie, l'astrologie, la recherche SETI, le créationnisme, les hypothèses alternatives sur la responsabilité du VIH dans le sida, différentes approches du réchauffement climatique, etc. On y explore également les bases historiques de personnages légendaires tel le Roi Arthur ainsi que des diagnostics médicaux controversés tels Trouble du déficit de l'attention. En plus des sujets concernant les scientifiques et universitaires, le magazine se fait un devoir d'explorer des sujets susceptibles d'intéresser le grand public. Le magazine possède plusieurs contributeurs réguliers dont Susan Gerbic.
En 2006, pour le trentième anniversaire du magazine, le fondateur CSI Paul Kurtz a établi 4 grandes lignes directrices :
1. Critiquer les affirmations du paranormal et des pseudosciences ;
2. Utiliser les méthodes d'investigation scientifique ;
3. Promouvoir un point de vue scientifiquement équilibré dans les médias de masse ;
4. Enseigner l'esprit critique dans les écoles[4].

Si un article critique l'affirmation d'un partisan du paranormal, le magazine donne toujours l'opportunité à ce dernier de répondre.

## Histoire
Le magazine a été fondé et édité par Marcello Truzzi sous le nom de The Zetetic. La première publication est datée de l'automne 1976.
Environ un an plus tard, il y a une dispute au sein du CSI. Truzzi veut inclure des partisans du paranormal dans le groupe et dans le magazine. À la suite d'un vote de non-confiance à son égard, Truzzi quitte le CSI et le magazine est renommé Skeptical Inquirer. Kendrick Frazier (en) (ancien rédacteur en chef de Science News) devient le nouveau rédacteur en chef. La publication gardera le sous-titre The Zetetic jusqu'au volume 4.
Le magazine est initialement publié deux fois par année dans un format de 15 × 23 cm. En 2 ans, la publication passe à 4 numéros par année. En 1994, elle devient bimensuelle. En 1995, elle change de format pour passer à 21 × 27 cm. En janvier 1996, on y ajoute le sous-titre The Magazine for Science and Reason. En 1998, la publication se fait sur du papier glacé.

## Collections
Plusieurs sélections d'articles du Skeptical Inquirer ont été publiées en anglais, la plupart par Kendrick Frazier (en). Un DVD et un CD-ROM de tous les articles des 29 premières années ont été lancés.
- Paranormal Borderlands of Science (1981). édité par Kendrick Frazier, Prometheus Books;  (ISBN 0-87975-148-7).
- Science Confronts the Paranormal (1986). édité par Kendrick Frazier, Prometheus Books;  (ISBN 0-87975-314-5).
- The Hundredth Monkey: And Other Paradigms of the Paranormal (1991). édité par Kendrick Frazier, Prometheus Books;  (ISBN 0-87975-655-1)
- The Outer Edge: Classic Investigations of the Paranormal (1996). édité par Joe Nickell, Barry Karr (en), et Tom Genoni, CSICOP. OCLC 37626835
- The UFO Invasion: The Roswell Incident, Alien Abductions, and Government Coverups (1997). édité par Kendrick Frazier, Prometheus Books;  (ISBN 1-57392-131-9)
- Encounters With the Paranormal: Science, Knowledge, and Belief (1998). édité par Kendrick Frazier, Prometheus Books;  (ISBN 1-57392-203-X).
- Bizarre Cases: From the Files of The Skeptical Inquirer (2000). édité par Benjamin Radford, CSICOP. OCLC 45054771
- Paranormal Claims: A Critical Analysis, 2007, édité par Bryan Farha, University Press of America,  (ISBN 978-0-7618-3772-5). Cinq des dix-huit chapitres sont des reproductions d'articles du Skeptical Inquirer.